# Seleção Bermudense de Futebol
A Seleção Bermudense de Futebol representa o arquipélago das Bermudas nas competições de futebol da FIFA. A equipe foi vice-campeã dos Jogos Pan-Americanos de 1967, perdendo para o México na final.
Sua primeira partida foi um amistoso contra a Islândia. A maior vitória dos Gombey Warriors foi um 13 a 0 sobre Montserrat, em fevereiro de 2004, enquanto a maior goleada foi um 6 a 0 sofrida para 3 adversários diferentes: Dinamarca (1969), México (1987) e Suriname (2021).

## Copa do Mundo
- 1930 a 1966 - Não disputou
- 1970 - Não se classificou
- 1974 a 1990 - Não disputou
- 1994 - Não se classificou
- 1998 - Desistiu
- 2002 a 2018 - Não se classificou

### Eliminatórias para a Copa do Mundo 2018
| Fase | Data                | Mandante  | Placar | Visitante |
| ---- | ------------------- | --------- | ------ | --------- |
| 1ª   | 25 de março de 2015 | Bahamas   | 0 - 5  | Bermudas  |
| 1ª   | 29 de março de 2015 | Bermudas  | 3 - 0  | Bahamas   |
| 2ª   | 12 de junho de 2015 | Guatemala | 0 - 0  | Bermudas  |
| 2ª   | 15 de junho de 2015 | Bermudas  | 0 - 1  | Guatemala |

## Copa Ouro
Graças a vitória contra a República Dominicana em 24 de março de 2019, se classificou pela primeira vez para a Copa Ouro da CONCACAF.
- 1991 a 1996 - Não disputou
- 1998 a 2000 - Não se classificou
- 2002 - Desistiu
- 2003 - Não disputou
- 2005 a 2009 - Não se classificou
- 2011 - Não disputou
- 2013 - Não se classificou
- 2015 - Não disputou
- 2019 - Fase de Grupos

## Jogos Insulares
- 1989 a 2005 - Não disputou
- 2007 - 4º lugar
- 2013 - Campeão
- 2015 a 2019 -  Não disputou

## Jogos Pan-Americanos
- 1951 a 1963 - Não disputou
- 1967 - 2º lugar
- 1971 - 10º lugar
- 1975 - Não disputou
- 1979 - 8º lugar
- 1983 - 9º lugar
- 1987 - Não disputou
- 1991 - Não disputou
- 1995 - 11º lugar
- 1999 a 2019- Não disputou

## Ranking da FIFA
| Posição | País         | Pontos |
| ------- | ------------ | ------ |
| 168     | Sudão do Sul | 983    |
| 168     | Bermudas     | 983    |
| 170     | Belize       | 974    |

## Recordes
- Atualizado até 12 de junho de 2022

Jogadores em negrito ainda em atividade pela Seleção Bermudense.
| #  | Jogador           | Partidas | Gols | Período na seleção |
| -- | ----------------- | -------- | ---- | ------------------ |
| 1  | Reggie Lambe      | 46       | 10   | 2007–              |
| 2  | Damon Ming        | 43       | 8    | 2003–2016          |
| 3  | John Nusum        | 41       | 19   | 2000–2013          |
| 4  | Jaylon Bather     | 34       | 2    | 2015–              |
| 4  | Zeiko Lewis       | 34       | 12   | 2011–              |
| 6  | Khano Smith       | 33       | 10   | 2003–2012          |
| 6  | Dante Leverock    | 33       | 7    | 2015–              |
| 8  | Roger Lee         | 32       | 0    | 2008–              |
| 9  | Lejuan Simmons    | 30       | 8    | 2012–              |
| 10 | Domico Coddington | 29       | 4    | 2003–2013          |

| # | Jogador        | Gols | Partidas | Média por jogo | Período na seleção |
| - | -------------- | ---- | -------- | -------------- | ------------------ |
| 1 | Shaun Goater   | 20   | 22       | 0.91           | 1987–2004          |
| 2 | John Nusum     | 19   | 41       | 0.46           | 2000–2013          |
| 3 | Nahki Wells    | 17   | 24       | 0.71           | 2007–              |
| 4 | Zeiko Lewis    | 12   | 34       | 0.35           | 2011–              |
| 5 | Khano Smith    | 10   | 33       | 0.3            | 2003–2012          |
| 5 | Reggie Lambe   | 10   | 46       | 0.23           | 2007–              |
| 7 | Lejuan Simmons | 8    | 30       | 0.29           | 2012–              |
| 7 | Damon Ming     | 8    | 43       | 0.19           | 2003–2016          |
| 9 | Antwan Russell | 7    | 11       | 0.64           | 2011–2015          |
| 9 | Tyrell Burgess | 7    | 27       | 0.26           | 2006–2017          |

## Treinadores
- Graham Adams (?–?)
- Rudi Gutendorf (1968)
- Roderick "Roddy" Burchall (?–?)
- Gary Darrell (19??–1992)
- Burkhard Ziese (1994–1997)
- Clyde Best (1997–1999)
- Robert Calderon (?–?)
- Kenny Thompson (2003–2008)
- Devarr Boyles (2011–2012)
- Andrew Bascome (2012–2016)
- Dennis Brown (2013–2016)
- Kyle Lightbourne (2017)
- Devarr Boyles (2017)
- Andrew Bascome  (2017–2018)
- Dennis Brown (2017–2018)
- Kyle Lightbourne (2018–)